# Ministero degli affari esteri (Birmania)
Il Ministero degli affari esteri (in birmano: နိုင်ငံခြားရေး ဝန်ကြီးဌာန) è un dicastero del governo birmano responsabile della politica estera della Birmania oltre che del coordinamento delle 44 missioni diplomatiche in altre nazioni e presso le principali organizzazioni internazionali.
L'attuale ministro è Wunna Maung Lwin, in carica dal 1º febbraio 2021.

## Ministri
| Ministro         | Partito  | Governo         | Mandato           | Mandato           |
| Ministro         | Partito  | Governo         | Inizio            | Fine              |
| ---------------- | -------- | --------------- | ----------------- | ----------------- |
| Tin Tut          | LLPAF    | Nu I            | 1947              | 14 settembre 1948 |
| Kyaw Nyein       | PFP      | Nu I            | 14 settembre 1948 | 2 aprile 1949     |
| E Maung          |          | Nu I            | 2 aprile 1949     | 1950              |
| Sao Hkun Hkio    |          | Nu I            | 1950              | 1956              |
| Sao Hkun Hkio    | Ba Swe   | 1956            | 1957              |                   |
| Sao Hkun Hkio    | Nu II    | 1957            | 1958              |                   |
| Thein Maung      |          | Ne Win I        | 1958              | 1960              |
| Sao Hkun Hkio    |          | Nu III          | 1960              | 1962              |
| Thi Han          |          | Ne Win II       | 1962              | 1969              |
| Maung Lwin       |          | Ne Win II       | 1969              | 1970              |
| Hla Han          |          | Ne Win II       | 1970              | 1972              |
| Kyaw Soe         |          | Ne Win II       | 1972              | 1974              |
| Hla Phone        |          | Sein Win        | 1974              | 1977              |
| Hla Phone        | Kha      | 1977            | 1978              |                   |
| Myint Maung      | Kha      |                 | 1978              | 1980              |
| Lay Maung        | Kha      |                 | 1980              | 1981              |
| Chit Hlaing      | Kha      |                 | 1981              | 1985              |
| Ye Gaung         | Kha      |                 | 1985              | 1988              |
| Saw Maung        |          | Tin             | 1988              | 1989              |
| Saw Maung        | Maung    | 1989            | 1991              |                   |
| Ohn Gyaw         | Maung    |                 | 1991              | 1992              |
| Ohn Gyaw         | Than Swe | 1992            | 14 novembre 1998  |                   |
| Win Aung         | Than Swe |                 | 14 novembre 1998  | 25 agosto 2003    |
| Win Aung         | Nyunt    | 25 agosto 2003  | 18 settembre 2004 |                   |
| Nyan Win         | Nyunt    |                 | 18 settembre 2004 | 18 ottobre 2004   |
| Nyan Win         | Soe Win  | 19 ottobre 2004 | 12 ottobre 2007   |                   |
| Nyan Win         | Sein     | 13 ottobre 2007 | 30 marzo 2011     |                   |
| Wunna Maung Lwin | USDP     | Sein            | 30 marzo 2011     | 30 marzo 2016     |
| Aung San Suu Kyi |          | Sein            | 30 marzo 2016     | 1º febbraio 2021  |
| Wunna Maung Lwin |          | Hlaing          | 1º febbraio 2021  | in carica         |